# Supernova 2019
La quinta edizione del Supernova si è tenuta dal 26 gennaio al 16 febbraio 2019 e ha selezionato il rappresentante della Lettonia all'Eurovision Song Contest 2019, ospitato dalla città di Tel Aviv.
La selezione è stata vinta dai Carousel con That Night.

## Organizzazione
La quinta edizione del Supernova è stata organizzata, come le precedenti, dall'emittente televisiva lettone Latvijas Televīzija (LTV) ed è stata articolata in due semifinali, tenutesi presso gli studi cinematografici di Riga, e una finale, tenutasi presso la sede di LTV nella capitale lettone.
Autori e cantautori hanno potuto inviare all'emittente i propri brani tra il 3 settembre e il 21 ottobre 2018.

### Giuria
La giuria per la selezione nazionale è stata composta da:
- Rūdolfs Budze, produttore, paroliere, disc jockey, direttore del dipartimento musicale di LTV e presidente di giuria;
- Linda Leen, cantante;
- Ralf Eiland, cantante (rappresentante della Lettonia all'Eurovision 2013 con i PeR);
- Artis Dvarionas, produttore radiofonico.

## Partecipanti
Delle 83 canzoni ricevute da LTV, 33 sono state selezionate per partecipare alle audizioni preliminari, mentre solo 16 sono state selezionate per prendere parte al festival.
La lista dei partecipanti è stata divulgata il 5 dicembre 2018.
| Artista                     | Brano                            | Lingua           | Compositori                                                                                         |
| --------------------------- | -------------------------------- | ---------------- | --------------------------------------------------------------------------------------------------- |
| Adriana Miglāne             | Scared of Love                   | Inglese          | Jānis Driksna, Monta Ķimene                                                                         |
| Aivo Oskis                  | Somebody's Got My Lover          | Inglese          | Ruslans Kuksinovičs, Aivo Oskis                                                                     |
| Alekss Silvērs              | Fireworks                        | Inglese          | Aminata Savadogo                                                                                    |
| Carousel                    | That Night                       | Inglese          | Mārcis Vasiļevskis, Sabīne Žuga                                                                     |
| Double Faced Eels           | Fire                             | Inglese          | Mārtiņš Gailītis, Reinis Straume                                                                    |
| Dziļi Violets feat. Kozmens | Tautasdziesma                    | Lettone, inglese | Nauris Brikmanis, Valters Osis, Viesturs Butāns, Edgars Jercums, Jānis Skutelis, Mārtiņš Kozlovskis |
| Edgars Kreilis              | Cherry Absinthe                  | Inglese          | Edgars Kreilis, Jūlijs Melngailis, Arnis Račinskis                                                  |
| Elza Rozentāle              | You Came on Tiptoe               | Inglese          | Māra Upmane-Holšteine, Mārtiņš Gailītis, Jānis Niedra, Elza Rozentāle, Reinis Straume               |
| Kris & Oz                   | Midnight Streets                 | Inglese          | Artūrs Osipovs, Kristīna Morins e Aleksandrs Solovjovs                                              |
| Kristiāna                   | Remedy                           | Inglese          | Kristiāna Bumbiere                                                                                  |
| Laika Upe                   | Listen to the Way that I Breathe | Inglese          | Armands Varslavāns, Annemarija Linka                                                                |
| Laime Pilnīga               | Awe                              | Inglese          | Ervīns Ramiņš, Mārcis Vasiļevskis, Elvijs Mamedovs, Jānis Olekšs                                    |
| Līga Rīdere                 | Būšu tepat                       | Lettone          | Arnis Ieviņš, Līga Rīdere                                                                           |
| Markus Riva                 | You Make Me So Crazy             | Inglese          | Markus Riva, Roman Nepomiashchyi                                                                    |
| Peress                      | Smaragdi un pelni                | Lettone          | Kristīne Pastare, Ieva Katkovska, Iluta Alsberga                                                    |
| Samanta Tīna                | Cutting the Wire                 | Inglese          | Arnis Račinskis, Lisbee Stainton, Samanta Tīna                                                      |

## Semifinali

### Prima semifinale
La prima semifinale si è tenuta il 26 gennaio 2019.
| # | Artista        | Brano                   | Punteggio | Punteggio | Punteggio | Posizione |
| # | Artista        | Brano                   | Giuria    | Televoto  | Totale    | Posizione |
| - | -------------- | ----------------------- | --------- | --------- | --------- | --------- |
| 1 | Kris & Oz      | Midnight Streets        | 8         | 8         | 16        | 8         |
| 2 | Alekss Silvērs | Fireworks               | 6         | 7         | 13        | 7         |
| 3 | Līga Rīdere    | Būšu tepat              | 6         | 5         | 11        | 6         |
| 4 | Laime Pilnīga  | Awe                     | 1         | 3         | 4         | 1         |
| 5 | Edgars Kreilis | Cherry Absinthe         | 2         | 2         | 4         | 2         |
| 6 | Elza Rozentāle | You Came on Tiptoe      | 5         | 6         | 11        | 6         |
| 7 | Aivo Oskis     | Somebody's Got My Lover | 3         | 4         | 7         | 4         |
| 8 | Samanta Tīna   | Cutting the Wire        | 4         | 1         | 5         | 3         |

### Seconda semifinale
La seconda semifinale si è tenuta il 2 febbraio 2019.
| # | Artista                     | Brano                            | Punteggio | Punteggio | Punteggio | Posizione |
| # | Artista                     | Brano                            | Giuria    | Televoto  | Totale    | Posizione |
| - | --------------------------- | -------------------------------- | --------- | --------- | --------- | --------- |
| 1 | Dziļi Violets feat. Kozmens | Tautasdziesma                    | 4         | 4         | 8         | 4         |
| 2 | Peress                      | Smaragdi un pelni                | 2         | 8         | 10        | 5         |
| 3 | Laika Upe                   | Listen to the Way that I Breathe | 8         | 6         | 14        | 8         |
| 4 | Carousel                    | That Night                       | 1         | 3         | 4         | 1         |
| 5 | Kristiāna                   | Remedy                           | 5         | 7         | 12        | 6         |
| 6 | Double Faced Eels           | Fire                             | 3         | 2         | 5         | 2         |
| 7 | Adriana Miglāne             | Scared of Love                   | 7         | 5         | 12        | 6         |
| 8 | Markus Riva                 | You Make Me So Crazy             | 5         | 1         | 6         | 3         |

## Finale
La finale si è tenuta il 16 febbraio 2019.
Oltre al televoto del pubblico, hanno pesato il voto via internet, gli ascolti singoli su Spotify e nei voti degli spettatori del centro commerciale Alfa di Riga.
| # | Artista                     | Brano                   | Punteggio | Punteggio | Punteggio | Punteggio | Punteggio | Punteggio | Posizione | Totale |
| # | Artista                     | Brano                   | Giuria    | Televoto  | Internet  | Spotify   | Alfa      | Totale    | Posizione | Totale |
| - | --------------------------- | ----------------------- | --------- | --------- | --------- | --------- | --------- | --------- | --------- | ------ |
| 1 | Markus Riva                 | You Make Me So Crazy    | 5         | 23.86%    | 17.38%    | 24.48%    | 42.25%    | 1         | 6         | 2      |
| 2 | Edgars Kreilis              | Cherry Absinthe         | 4         | 3.68%     | 3.53%     | 6.30%     | 1.94%     | 7         | 11        | 6      |
| 3 | Aivo Oskis                  | Somebody's Got My Lover | 8         | 1.22%     | 0.85%     | 12.00%    | 1.94%     | 8         | 16        | 8      |
| 4 | Double Faced Eels           | Fire                    | 3         | 5.44%     | 8.64%     | 39.46%    | 11.24%    | 4         | 7         | 4      |
| 5 | Dziļi Violets feat. Kozmens | Tautasdziesma           | 7         | 13.46%    | 17.88%    | 4.59%     | 17.05%    | 3         | 10        | 5      |
| 6 | Laime Pilnīga               | Awe                     | 2         | 18.33%    | 14.85%    | 4.80%     | 6.20%     | 5         | 7         | 3      |
| 7 | Samanta Tīna                | Cutting the Wire        | 6         | 8.73%     | 10.61%    | 3.80%     | 10.85%    | 6         | 12        | 7      |
| 8 | Carousel                    | That Night              | 1         | 25.28%    | 26.26%    | 4.57%     | 8.53%     | 2         | 3         | 1      |

## All'Eurovision Song Contest
La Lettonia si è esibita 5ª nella seconda semifinale, classificandosi 15ª con 50 punti e non qualificandosi per la finale.
Per promuovere il proprio brano, i Carousel, hanno preso parte all'Eurovision Pre-Party Riga (12 aprile 2019), presso il Crystal Club di Riga, e al London Eurovision Party (14 aprile 2019), presso il Café de Paris di Londra.

### Giuria nazionale e commentatori
La giuria lettone per l'Eurovision Song Contest 2019 è stata composta da:
- Rūdolfs Budze, produttore, paroliere, disc jockey, direttore del dipartimento musicale di LTV e presidente di giuria;
- Zigfrīds Muktupāvels, cantante e violinista (ha rappresentato la Lettonia all'Eurovision 2007 con i Bonaparti.lv);
- Aldis Hofmanis, manager musicale;
- Ilze Jansone, produttrice discografica;
- Adriana Miglāne, cantante e paroliere.

L'evento è stato trasmesso in live e senza commentatori su LTV1. La portavoce dei voti della giuria nella finale è stata Laura Rizzotto (rappresentante della Lettonia all'Eurovision 2018).

### Voto

#### Punti assegnati alla Lettonia
| Giurie (37)            | Giurie (37) | Giurie (37)                    | Giurie (37)           | Giurie (37) |
| 12                     | 10          | 8                              | 7                     | 6           |
| ---------------------- | ----------- | ------------------------------ | --------------------- | ----------- |
|                        |             |                                | - Lituania - Svizzera | - Danimarca |
| 5                      | 4           | 3                              | 2                     | 1           |
| - Azerbaigian - Italia |             | - Armenia - Macedonia del Nord |                       | - Norvegia  |
| Televoto (13)          |             |                                |                       |             |
| 12                     | 10          | 8                              | 7                     | 6           |
| - Lituania             |             |                                |                       |             |
| 5                      | 4           | 3                              | 2                     | 1           |
|                        |             |                                |                       | - Moldavia  |

#### Punti assegnati dalla Lettonia
| Punti | Giuria             | Televoto    |
| ----- | ------------------ | ----------- |
| 12    | Svezia             | Russia      |
| 10    | Azerbaigian        | Lituania    |
| 8     | Paesi Bassi        | Norvegia    |
| 7     | Danimarca          | Paesi Bassi |
| 6     | Lituania           | Azerbaigian |
| 5     | Macedonia del Nord | Danimarca   |
| 4     | Malta              | Svezia      |
| 3     | Russia             | Svizzera    |
| 2     | Armenia            | Malta       |
| 1     | Austria            | Croazia     |

| Punti | Giuria             | Televoto    |
| ----- | ------------------ | ----------- |
| 12    | Paesi Bassi        | Russia      |
| 10    | Svezia             | Estonia     |
| 8     | Macedonia del Nord | Norvegia    |
| 7     | Danimarca          | Islanda     |
| 6     | Azerbaigian        | Australia   |
| 5     | Estonia            | Paesi Bassi |
| 4     | Russia             | Azerbaigian |
| 3     | Repubblica Ceca    | Italia      |
| 2     | Italia             | Slovenia    |
| 1     | Malta              | Svizzera    |